# Años 510
Los años 510 o década del 510 empezó el 1 de enero del 510 y terminó el 31 de diciembre del 519.

## Acontecimientos
- 510-526: Teodorico, rey ostrogodo, ejerce la regencia sobre Hispania.[1]
- San Hormisdas sucede a San Símaco como papa en el año 514.[2]
- En la Hispania visigoda se celebran los concilios de Tarragona (516) y de Gerona (517).